# Mount Brooker
Mount Brooker är ett berg i Sydgeorgien och Sydsandwichöarna (Storbritannien). Det ligger i den nordvästra delen av Sydgeorgien och Sydsandwichöarna. Toppen på Mount Brooker är 1 880 meter över havet, eller 800 meter över den omgivande terrängen. Bredden vid basen är 4,6 km. Mount Brooker ingår i Allardyce Range.
Terrängen runt Mount Brooker är kuperad åt sydost, men åt nordväst är den bergig.  Trakten runt Mount Brooker är nära nog obefolkad, med mindre än två invånare per kvadratkilometer. Det finns inga samhällen i närheten. Trakten runt Mount Brooker är permanent täckt av is och snö.